# Enea Silvio Piccolomini (cardeal)
Enea Silvio Piccolomini (Siena, 22 de agosto de 1709 - Rimini, 18 de novembro de 1768) foi um cardeal italiano.

## vida
Ele foi o segundo de oito filhos de Ranieri Piccolomini, Cavaleiro e Comandante da Ordem dos Cavaleiros do Papa Santo e Mártir Stephen , e Camilla (Paola) Franceschi. Enea Silvio veio da mesma família dos Papas Pio II e Pio III. bem como os Cardeais Giovanni Piccolomini, Celio Piccolomini e Giacomo Piccolomini. Depois de estudar na Universidade de Siena, mudou-se para a corte papal em 1729 para encontrar uma posição condizente com seu status. No entanto, como sua família não podia levantar os meios financeiros necessários para sustentá-lo em Roma, ele se tornou o favorito do cardeal de lá Juan Álvaro Cienfuegos Villazón (1657–1739) e por Nicola Casoni, um clérigo da Câmara Apostólica. 
Em dezembro de 1730, Piccolomini foi nomeado camareiro de honra papal e enviado a Viena como legado apostólico, para entregar o barrete vermelho ao recém-nomeado Cardeal Girolamo Grimaldi. Tornou-se coadjutor do cônego da Basílica Papal de Santa Maria Maggiore e corretor da Penitenciária Apostólica Giovanni Iacopo Fattinelli. Pouco depois, o Papa Clemente XII o fez camareiro papal participante e secretário das letras latinas. Em 3 de janeiro de 1738 tornou-se escrivão nos tribunais da Assinatura Apostólicanomeado. Após a morte de Clemente XII. (6 de fevereiro de 1740) o Colégio dos Cardeais pediu a Piccolomini que fizesse a oração fúnebre. O recém-eleito Papa Bento XIV confirmou Enea Silvio Piccolomini em todos os seus cargos. Em setembro de 1743 tornou-se consultor da Sagrada Congregação dos Ritos e em abril de 1747 clérigo da Câmara Apostólica; como tal, ele também foi governador de Castelnuovo e Montone. Depois de mais alguns cargos na Cúria Romana , tornou-se Decano da Câmara Apostólica. De 27 de novembro de 1761 a 26 de setembro de 1766 foi Governador de Roma e Vice Camerlengo da Igreja Romana.
Papa Clemente XIII o fez cardeal diácono no consistório de 26 de setembro de 1766 . Piccolomini recebeu o chapéu do cardeal em 30 de setembro do mesmo ano e, em 1º de dezembro de 1766, foi premiado com Sant'Adriano como diácono titular . Foi designado para a Congregação Conciliar , a Consulta , a Congregação Index e a Congregação das Águas. Foi desde dezembro de 1766 comendador abade de Santa Maria di Galeata, desde abril de 1767 de Santa Maria dell'Acque em Bolonha e desde outubro de 1767 de Sant'Orsola di Cesena. Em 16 de janeiro de 1768 tornou-se Cardeal Protetor da Congregação Beneditina de Vallombrosans. Em 25 de janeiro de 1768 foi nomeado legado na Romagna. 
Ele morreu em uma viagem legacional no Mosteiro de Santa Marina em Rimini e foi enterrado na catedral de lá, o Tempio Malatestiano . 